# Afrikanetz dargei
Afrikanetz dargei is een vlinder uit de familie van de Houtboorders (Cossidae). De wetenschappelijke naam van deze soort is voor het eerst voorgesteld door Roman Viktorovitsj Jakovlev en Thomas Joseph Witt in een publicatie uit 2019.
De soort komt voor in Tanzania.